# Ptychopseustis plumbeolinealis
Ptychopseustis plumbeolinealis là một loài bướm đêm trong họ Crambidae.